# Estádio Fernando Scharbuh Farah
Estádio Fernando Scharbuh Farah – stadion piłkarski, w Paranaguá, Parana, Brazylia, na którym swoje mecze rozgrywa klub Rio Branco Sport Club.